# Robert (football, 1971)
Pour les articles homonymes, voir Robert.
Robert da Silva Almeida, plus communément appelé Robert est un footballeur brésilien né le 3 avril 1971.